# Gonzalo Alfredo Ontiveros Vivas
Gonzalo Alfredo Ontiveros Vivas (* 5. Dezember 1968 in El Valle Capacho) ist ein venezolanischer römisch-katholischer Geistlicher und Apostolischer Vikar von Caroní.

## Leben
Gonzalo Alfredo Ontiveros Vivas studierte nach dem Besuch des Knabenseminars Philosophie und Theologie am Priesterseminar Santo Tomás de Aquino in Palmira im Bundesstaat Táchira und empfing am 14. August 1993 das Sakrament der Priesterweihe für das Bistum San Cristóbal de Venezuela.
Neben Aufgaben in der Pfarrseelsorge war er von 1993 bis 2012 und erneut seit 2015 überwiegend in der Militärseelsorge tätig.
Am 27. April 2021 ernannte ihn Papst Franziskus zum Apostolischen Vikar von Caroní. Der Bischof von San Cristóbal de Venezuela, Mario del Valle Moronta Rodríguez, spendete ihm am 26. Juni desselben Jahres im Priesterseminar Santo Tomás de Aquino in Palmira die Bischofsweihe. Mitkonsekratoren waren Juan Alberto Ayala Ramírez, Weihbischof in San Cristóbal de Venezuela, und Luis Alfonso Márquez Molina CIM, emeritierter Weihbischof in Mérida. Die Amtseinführung am Sitz des Apostolischen Vikariats Caroní in Santa Elena de Uairén fand am 20. Juli 2021 statt.